# Oxydia caucaria
Oxydia caucaria är en fjärilsart som beskrevs av Charles Oberthür 1911. Oxydia caucaria ingår i släktet Oxydia och familjen mätare. Inga underarter finns listade i Catalogue of Life.